# ديفيد بارون (مقاتل)
ديفيد بارون (بالفرنسية: David Baron) هو فنان قتال مختلط فرنسي، ولد في 15 فبراير 1973 في بوا كولومب في فرنسا.

## وصلات خارجية
- دايفيد بارون على موقع يو إف سي (الإنجليزية)
- دايفيد بارون على موقع شيردوغ (الإنجليزية)
- دايفيد بارون على موقع IMDb (الإنجليزية)
- دايفيد بارون على موقع IMDb (الإنجليزية)